# Wasserburg
Pour les articles homonymes, voir Wasserburg (homonymie).

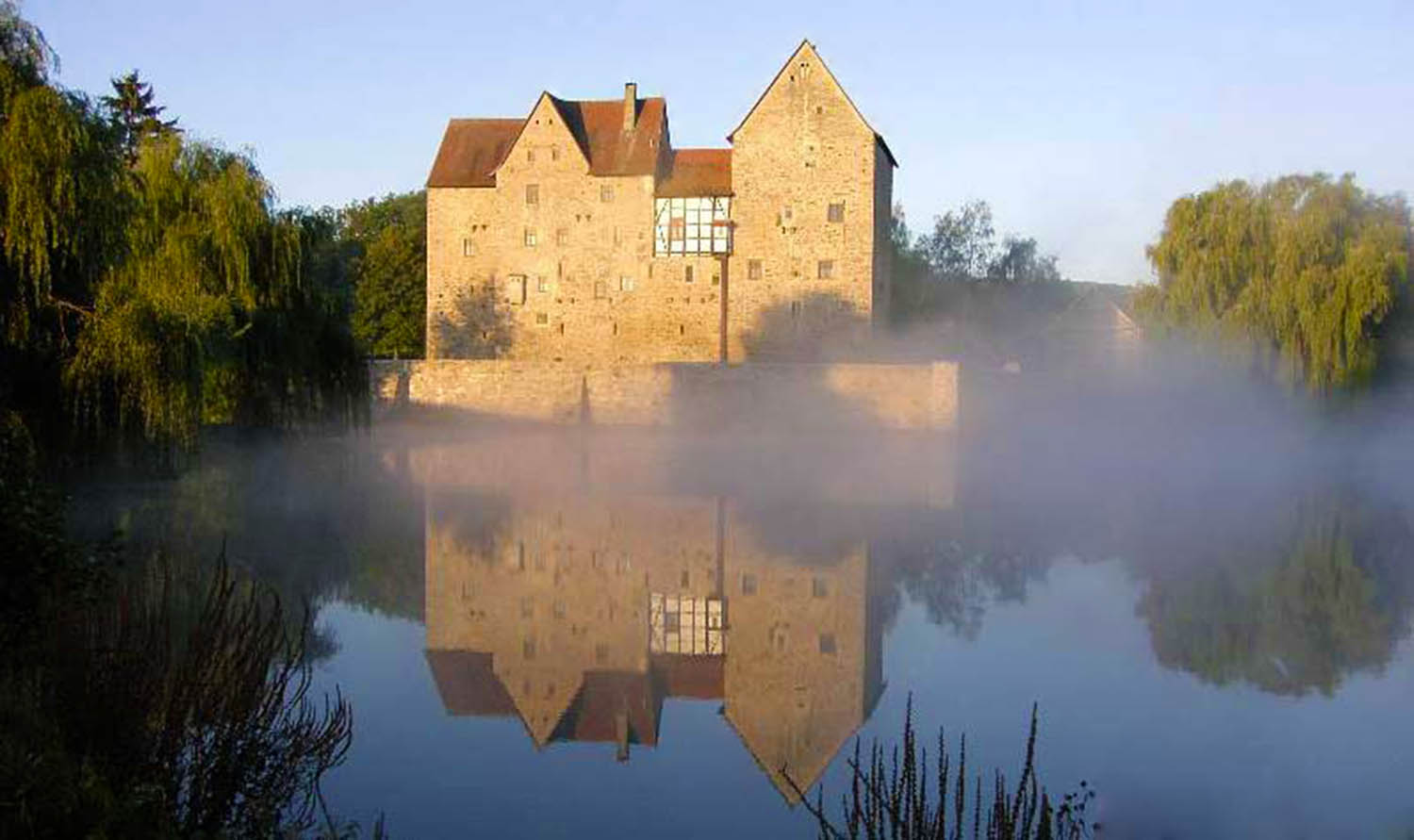
Le Wasserburg de Brennhausen, en Bavière.

Un château de type Wasserburg (terme allemand signifiant « château fort d'eau ») désigne un château dont les défenses sont constituées d'eau naturelle ou artificielle : il peut être entièrement entouré de douves remplies d'eau (château à douves) ou de plans d'eau naturels, comme un château situé dans une rivière ou au large des côtes. 
Il peut s'agir d'un château fort, ou d'un simple château (appelé Wasserschloss en allemand). 
Un Wasserburg possède à l'origine un ou plusieurs fossés d'eau très large ou douves, pour assurer sa défense face aux envahisseurs. Le pont-levis est quant à lui protégé par un donjon.

## Exemples deWasserburgen
- Allemagne : vieux château de Hainewalde, château de Brennhausen, château de Kemnade, château de Mespelbrunn, château de Schwerin, château de Vischering, Château de Jettingen.
- Autriche : château de Hainfeld.
- Belgique : château de Beersel.
- Danemark : château de Egeskov.
- France (Bas-Rhin) : châteaux d'Asswiller et Diemeringen, site castral de Lorentzen, châteaux de Niederstinzel, Sarre-Union, Sarrewerden et Scharrachbergheim, (Haut-Rhin) : Courtavon. château d'Olhain, château de Meauce.
- Lituanie : château de Trakai.
- Pays-Bas : Muiderslot, Huis Bergh
- Royaume-Uni : château de Bodiam, château de Caerphilly.

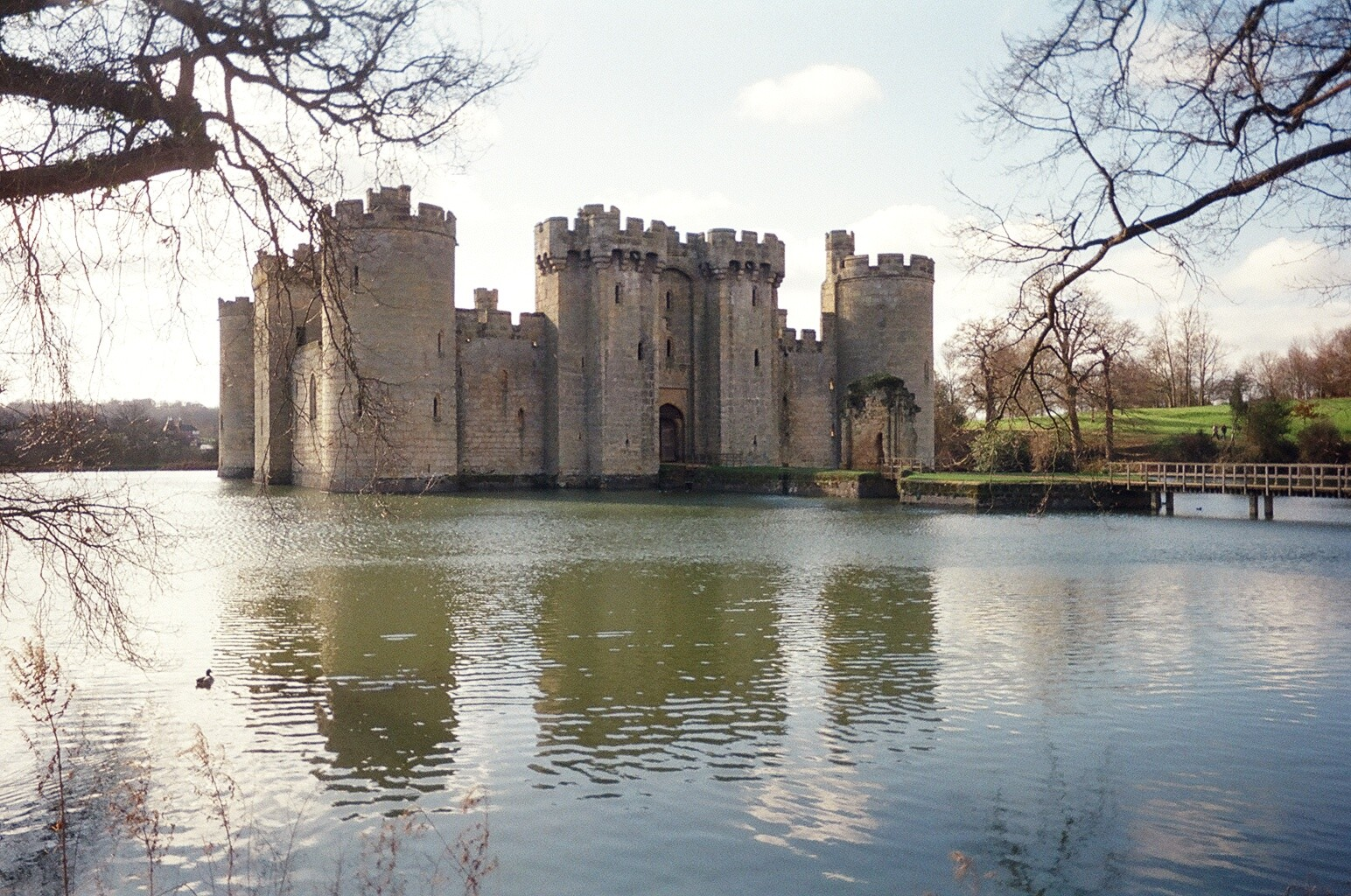
Château de Bodiam, Sussex, Angleterre.
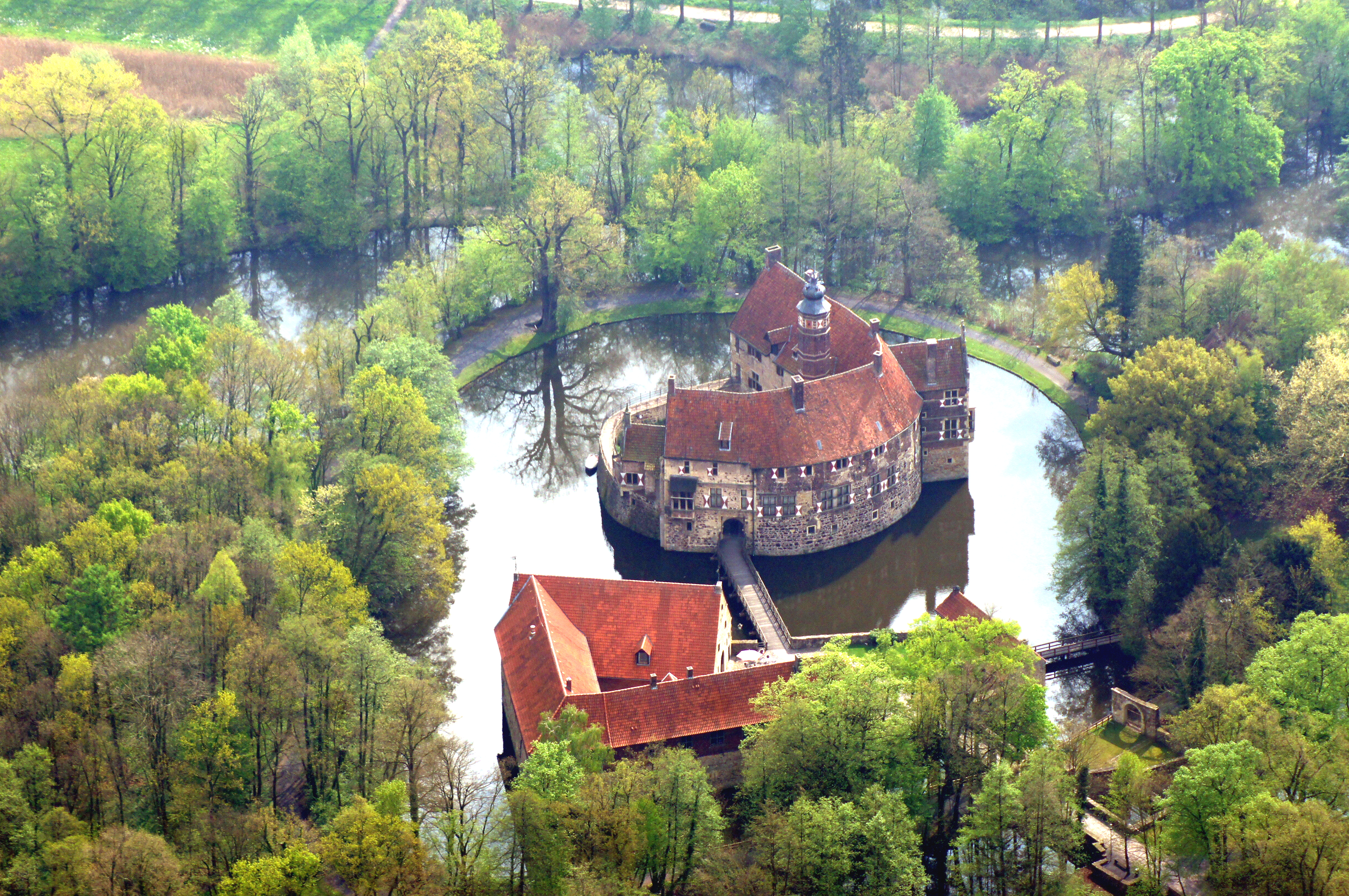
Château de Vischering, Lüdinghausen, Rhénanie-du-Nord-Westphalie, Allemagne.
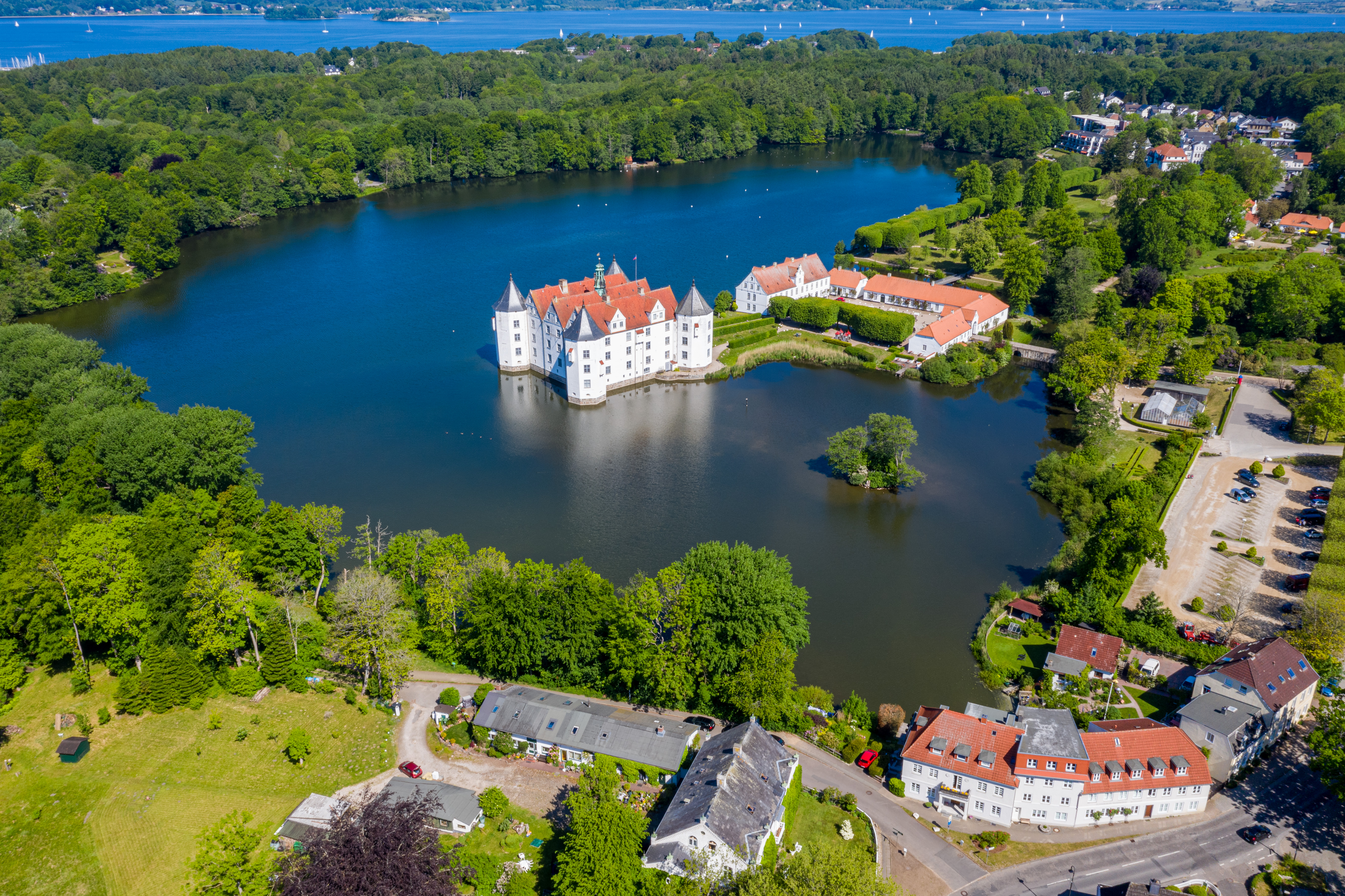
Château de Glucksbourg en Schleswig-Holstein, Allemagne.
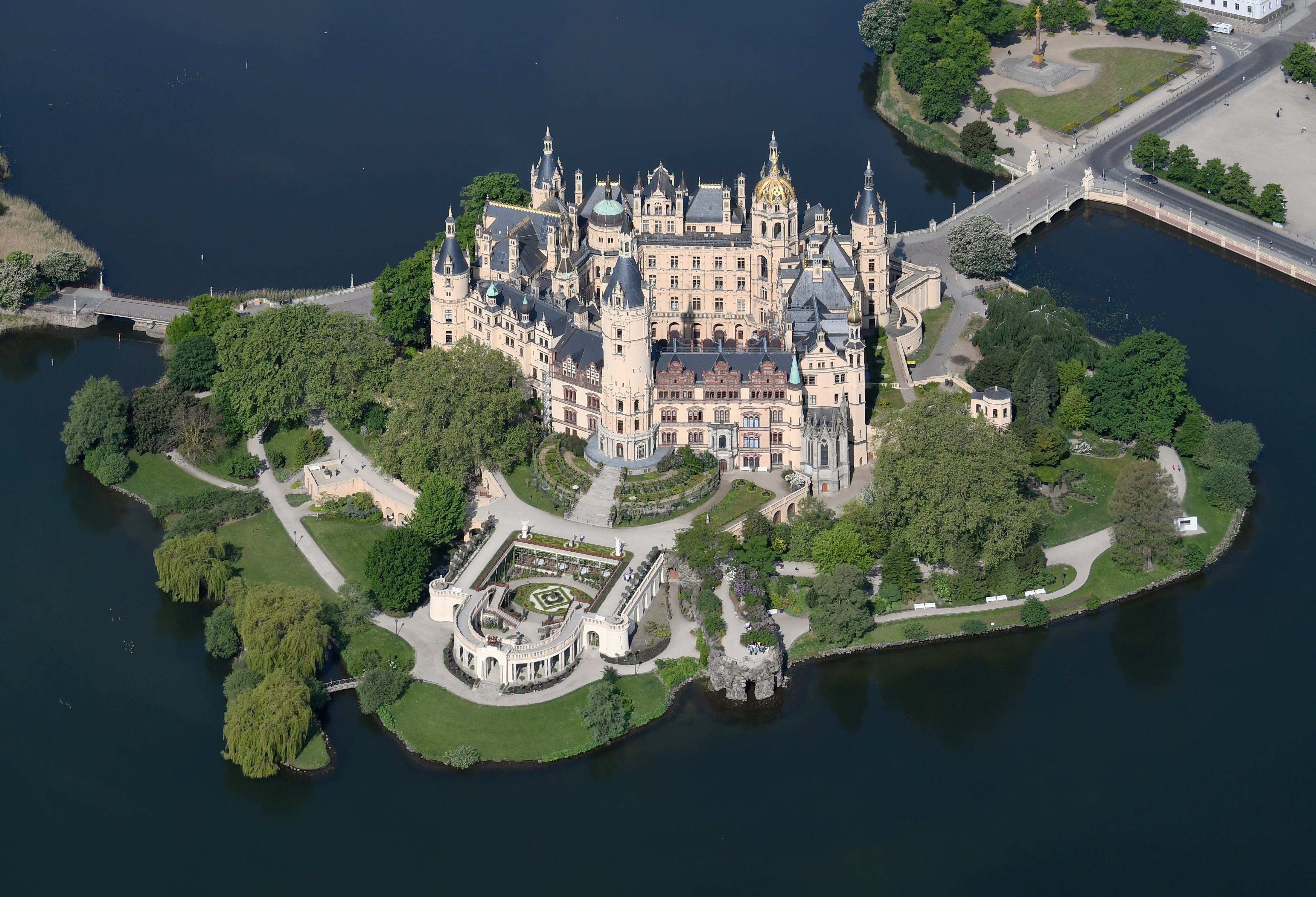
château de Schwerin, en Mecklembourg-Poméranie-Occidentale, Allemagne.
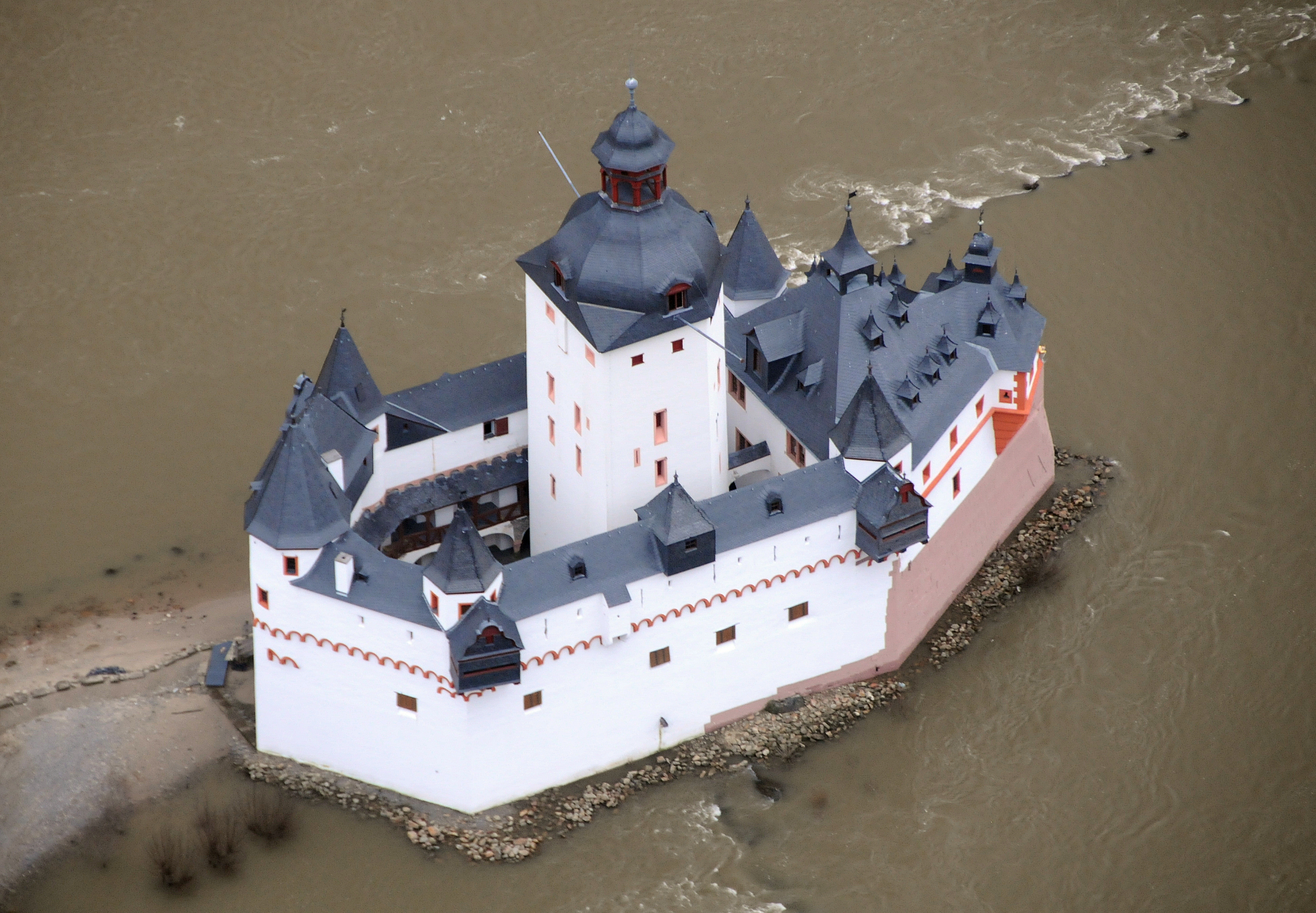
Château de Pfalzgrafenstein sur le Rhin, Allemagne.
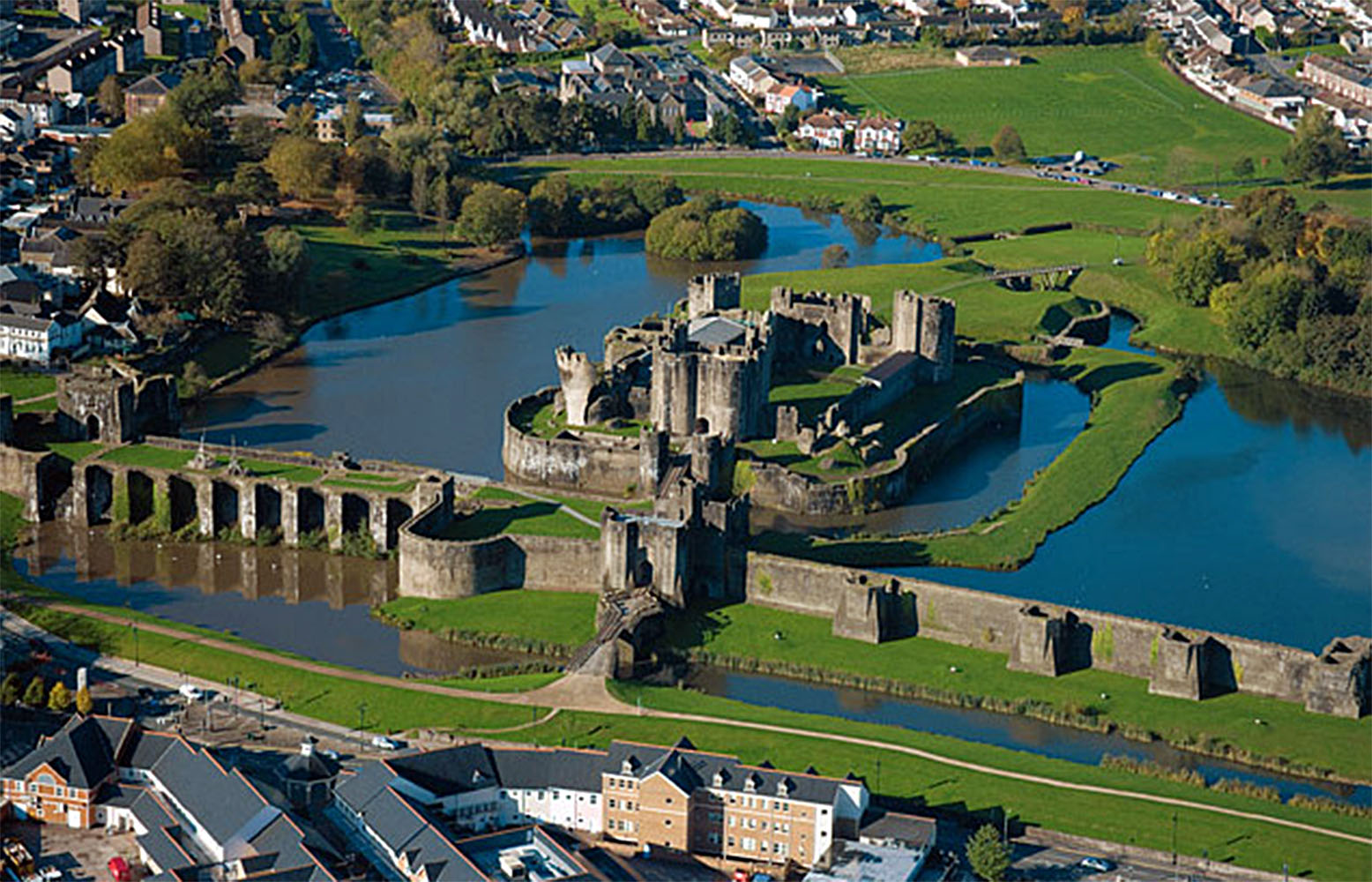
Château de Caerphilly, Pays de Galles.
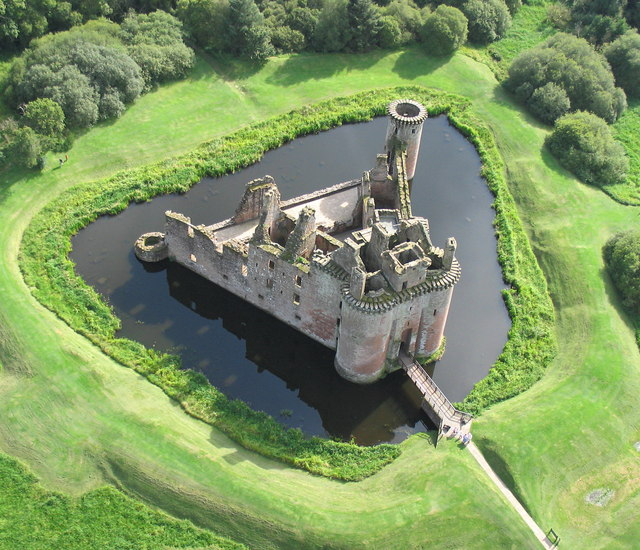
Château de Caerlaverock, Écosse.